# Öratjärnen (Alfta socken, Hälsingland)
Öratjärnen är en sjö i Ovanåkers kommun i Hälsingland och ingår i Dalälvens huvudavrinningsområde. Sjöns area är 0,008 kvadratkilometer och den befinner sig 352 meter över havet.